# Jim Balsillie
Jim Balsillie est un homme d'affaires canadien né le 3 février 1961 à Seaforth, Ontario.
Recruté par Research in Motion en 1992, il partage la fonction de directeur général avec Mike Lazaridis jusqu'à leur démission commune en janvier 2012. Il détient un peu plus de 5 % du capital de RIM, ce qui fait de lui le 3e actionnaire de l'entreprise, jusqu'à la revente de ses titres en décembre 2012.

## Biographie

### Jeunesse et formation
Jim Balsillie naît à Seaforth, dans la province canadienne de l'Ontario. Son père est employé à la centrale nucléaire de Darlington. Balsillie grandit à Peterborough, où la famille s'est installée en 1966. Passionné de sport, il pratique notamment le hockey et le basket-ball durant son enfance. Dès l'âge de sept ans, il effectue des petits boulots, comme la livraison de journaux et la vente de cartes de vœux. Une bourse d'études lui permet d'intégrer le Trinity College de l'université de Toronto. Balsillie, qui est nommé athlète de l'année, obtient un baccalauréat en commerce en 1984. Il est employé comme comptable par le cabinet Clarkson Gordon & Company avant de poursuivre ses études à la Harvard Business School, où il obtient un MBA en 1989,.

### BlackBerry
Jim Balsillie est directeur financier de Sutherland-Schultz, une firme établie à Kitchener, avant d'être recruté par Research in Motion en 1992. La petite entreprise fondée en 1984 par Mike Lazaridis compte alors une dizaine d'employés. Balsillie hypothèque sa maison afin de pouvoir investir dans la société, qui cherche des fonds pour se développer.
Lors de la sortie du BlackBerry en 1999, Balsillie se rend aux États-Unis et montre les capacités de l'appareil aux milieux d'affaires et aux agences gouvernementales, qui par la suite deviennent les principaux clients de RIM. Il bâtit également des relations avec les opérateurs mobiles.
En mars 2007, Balsillie renonce à la présidence du conseil d'administration lorsqu'une étude révèle des erreurs dans les comptes de RIM, ce qui oblige la firme à retraiter ses données financières passées en réduisant ses résultats de 250 millions de dollars américains. En janvier 2012, Balsillie et Mike Lazaridis démissionnent de leur poste de directeur général et sont remplacés par Thorsten Heins (en),. En mars 2012, après l'annonce de résultats financiers jugés décevants par les analystes, Balsillie démissionne également du conseil d'administration.

### Autres activités
L'homme d'affaires continue de pratiquer le hockey sur glace, ainsi que d'autres sports comme le cyclisme, le triathlon et le golf. Il essaie d'acquérir une franchise de la Ligue nationale de hockey (NHL), dans l'espoir de l'installer à Hamilton. Il lance une offre pour les Penguins de Pittsburgh en 2006, les Predators de Nashville en 2007, puis les Coyotes de Phoenix en 2009, mais ses tentatives sont rejetées par la ligue,.
Jim Balsillie a créé une fondation privée et effectue régulièrement des dons. Il finance notamment un think tank, dénommé Centre for International Governance Innovation (CIGI), travaillant sur les politiques publiques,.
Entre 2010 et 2012, il fait partie du Groupe de suivi de haut niveau sur la viabilité de l'environnement mondial mis en place par le Secrétaire général des Nations unies (High-level Panel of the UN Secretary-General on Global Sustainability). En 2013, il est nommé président du conseil d'administration de la fondation Technologies du développement durable du Canada (en) (TDDC), créée par le gouvernement.

## Fortune
Entre 2007 et 2011, l'homme d'affaires apparaît sur la liste de milliardaires établie par le magazine Forbes, qui en 2008 estime sa fortune à 3,4 milliards de dollars américains. Il quitte la liste en raison de la chute de l'action RIM, dont le cours passe de 144 dollars en 2008 à environ 13 dollars en mars 2012. Avec environ 5 % du capital de Research in Motion, Jim Balsillie est son 3e actionnaire jusqu'en décembre 2012. Il coupe alors les ponts avec l'entreprise et revend tous ses titres,.

## Récompenses
L'université Wilfrid-Laurier et l'université Dalhousie remettent à Jim Balsillie un doctorat honoraire en droit, respectivement en 2003 et 2006.